# سيمونيدس
سيمونيدس (بالإغريقية: Σιμωνίδης ὁ Κεῖος) (556 – 468 ق.م) ولد في إيوليس على جزيرة كيوس أو (كيا)، كان أحد أقدم الشعراء الغنائيين في اليونان. قام علماء الإسكندرية والهلنستية بضمه في قائمة الشعراء التسعة الغنائيين للكناس، جنبا إلى جنب مع بقليدس (ابن أخيه) وبندار الذي يعتقد أنه منافس له. كلا من بقليدس وبندار استفادا من نهجه المبتكر في الشعر الغنائي، كما عرف عنه أنه كان أكثر منهما مشاركة في المناسبات والأحداث في ذلك الوقت. حصل على شهرته بسبب كثرة اختلاطه في شتى مجالات الحياة، باعتباره واحدا من أحكم الرجال، كما البخيل الجشع، ومخترع نظام الاستذكار وأيضا بعض حروف اليونانية (ω, η, ξ, ψ). كل هذه الميزات التي امتاز بها تشمل عناصر خيالية إلا أنه كان لها تأثير كبير وحقيقي على التنوير السفسطائي في العصر الكلاسيكي. اعتمدت شهرته كشاعر إلى حد كبير على قدرته في تقديم الحالات الإنسانية الأساسية بشكل مبسط. ونجد في الكلام البليغ الروماني كينتيليان:
«لدى سيمونديس أسلوب بسيط، لكن يمكن الثناء عليه لكفاءة لغته ولسحره الخاص. ومع ذلك، تكمن جدارته الرئيسية في قدرته على إثارة الشفقة، لدرجة أن البعض يفضله في هذا الصدد على جميع الكتاب الآخرين من هذا النوع»
إنه يرتبط شعبيا مع مرثيات ذكرى المحاربين الذين سقطوا، وعلى سبيل المثال Lacedaemonians في معركة ترموبيل:
«يا غريب، فلترسل الأخبار إلى الديار إلى شعب أسبرطة أننا ههنا دفنا لنرتاح، فالأوامر التي منحت لنا أُطيعت.»
لا تزال لمحات من شعره قائمة اليوم، إما في شكل نقوش على ورق البردي أو اقتباسات من الشخصيات الأدبية القديمة، مع ذلك لا تزال النقوش الجديدة التي اكتشفت من قبل علماء الآثار في أوكسيرينخوس. أدت به شهرته الشخصية بشكل عام واختلاطه بشتى المجالات إلى ضمه في سرد الروايات المتنوعة كرواية ماري رينو التاريخية (حيث أنه يصور كراوي وشخصية رئيسية).

## السيرة
قليلة هي الحقائق التي توضح عن حياة سيمونيدس وصولا إلى العصر الحديث، على الرغم من شهرته ونفوذه، المصادر القديمة لا تؤكد حتى تاريخ ولادته. وفقا للموسوعة البيزنطية، سودا: «ولد في 56 الأولمبياد (556/552 قبل الميلاد)، أما بعض الكتاب يصرحون أنه عاش فترة (532/528)، وهناك من يقول أنه عاش حتى (468/464)، بعد أن عاش 89 سنة». لكن عموما، يتفق العلماء الحديثون على فترة 556-468 قبل الميلاد على الرغم من بعض الأمور المتعاكسة خلال هذه الفترة، على سبيل المثال من شأنه أن يجعل له حوالي خمسين عاما أكبر من ابن أخيه Bacchylides ولا يزال نشطا جدا على الصعيد الدولي في حوالي 80 عاما من العمر. وللمصادر القديمة الأخرى أيضا اختلافات محرجة. على سبيل المثال، وفقا لمدخل من الرخام البارياني، سيمونيدس توفي في 468/7 قبل الميلاد عن عمر يناهز تسعين بعد، في إدخال آخر، وهو يسرد فوز جده في مسابقة الشعر في أثينا في 489/8 BC-هذا جده يجب أن يكون أكثر من مائة سنة في ذلك الوقت إذا كانت تواريخ ميلاد سيمونيدس صحيحة. اسم الجد، كما هو مسجل في رخام باريان، كان أيضا سيمونيدس، وقيل من قبل بعض العلماء أن أقرب ما يشير إلى سيمونيدس في المصادر القديمة قد تكون في الواقع ما يشير إلى هذا الجد. ومع ذلك، ومن المعروف أن رخام باريان لا يمكن الاعتماد عليه، وربما لم يكن حتى الجد ولكن الحفيد الذي فاز في النصر المذكور في أثينا. وفقا لسودا، كان هذا الحفيد مجرد سيمونيدس آخر وقد كان مؤلف الكتب في علم الأنساب.

## السنوات الأولى: كيوس وأثينا (Ceos and Athens)
يتم تعريف سيمونيدس كإبن لـ ليوبريبس (Leoprepes) الذي ولد في إيوليس في كيوس (Ἰουλίς, Κέως)، التي هي الجزيرة الأبعد في سيكلاديز أو كيكلادس. وفي الجزيرة الأعمق، ديلوس، التي كانت شرف مهد ولادة أبولو، أين كان شعب كيوس يرسل بانتظام الخورس أو الفرق الدينية لآداء التراتيل على شرف الإله. يعتقد أن سيمونيدس عمل كمدرس في سنواته الأولى في كورجيون (choregeion) أو المدرسة حيث تم تدريب الخورس (choirs) أو الفرق الدينية. بالإضافة للثقافة الموسيقية، كان لكيوس (Ceos) تقليد عريق في المنافسات الرياضية، خصوصا الجري والملاكمة (جدير بالذكر أن أسماء المنتصرين كانت تنقش على حجر في إيوليس -Ioulis-) ومما جعلها خصبتا لنوع من الغناء الكورالي أن سيمونيدس كان رائدا بقصيدته النصر. في الواقع كان جد ابن شقيق سيمونيدس Bacchylides، كان واحدا من الرياضيين المشهورين آنذاك. كيوس تقع على بعد حوالي 15 ميل جنوب شرق أتيكا، ذلك حيث توجه سيمونيدس في سن الثلاثين من خلال فرصة فتحت أمامه في بلاط الطاغية هيبارخوس (Hipparchus)، سيد الفنون. تنافسه هناك مع مدرب الخورس والشعر، لاسيوس من هيرميون (Lasus of Hermione [الإنجليزية])، تحول إلى نوع من السخرية عند الجيل الذي يليه من الآثينيين وذلك من خلال الكاتب المسرحي الهزلي أريستوفان الذي خص سيمونيدس بوصفه كنوع من الشاعر المهني البخيل (أنظر للبخل في الأسفل).

## روابط خارجية
- سيمونيدس على موقع الموسوعة البريطانية (الإنجليزية)
- سيمونيدس على موقع إن إن دي بي (الإنجليزية)